# Муртазаев, Акай Курбанович
Акай Курбанович Муртазаев (1961, Муги, Акушинский район, ДАССР, РСФСР, СССР) — советский и российский учёный, специалист в области магнетизма, вычислительной физики, физики фазовых переходов и критических явлений, член-корреспондент РАН (2008-2025), академик РАН (с 29 мая 2025 г.), доктор физико-математических наук, профессор. Директор ДФИЦ РАН с 2017 года. Заслуженный деятель науки Российской Федерации (2023) и Республики Дагестан. 

## Биография
Родился 22 марта 1961 года. Уроженец с. Муги Акушинского района. По национальности —  даргинец.

## Научная деятельность
В 1983 году — окончил физический факультет Дагестанского государственного университета.
В 1999 году — защитил докторскую диссертацию на тему: «Исследование критических явлений в моделях реальных магнетиков методами вычислительной физики».
В 2008 году — избран членом-корреспондентом РАН.
С 1991 года — работает в Дагестанском научном центре РАН. 
С 2000 года — заведующий лабораторией вычислительной физики и физики фазовых переходов Института физики ДФИЦ РАН.
С 2002 года — профессор ДГУ.
С 2004 — 2014гг. заместитель председателя Президиума ДНЦ РАН.
С 2014 — 2017гг. — директор Института физики им. Х.И. Амирханова ДНЦ РАН.
С 2017 года  — заведующий кафедрой теоретической и вычислительной физики ДГУ.
С 2017 года — директор Дагестанского федерального исследовательского центра РАН.
Член клуба «1 июля».
Специалист в области магнетизма, вычислительной физики, физики фазовых переходов и критических явлений. Ведет научные изыскания в области исследования фазовых переходов, критических и кроссоверных явлений в сложных спиновых решеточных системах методами вычислительной физики.
Впервые выполнил обобщение квантового метода Монте-Карло на случай учета многоспинового обмена и исследовал фазовые переходы первого рода. На основе современных алгоритмов метода Монте-Карло и теории конечно-размерного скейлинга рассчитал статические и динамические критические индексы моделей сложных реальных магнитных материалов, определил классы универсальности критического поведения магнитных сверхрешеток, магнитные и киральные критические параметры целого ряда  ряда моделей фрустрированных спиновых систем, установил классы универсальности их критического поведения; на основе данных численного эксперимента продемонстрировал справедливость принципа универсальности для наночастиц магнитных материалов; выдвинул и с помощью вычислительного эксперимента подтвердил гипотезу о 2-х режимном характере критического поведения трехмерной примесной модели Изинга с вмороженным беспорядком; установил особенности фазовых переходов и сценарии формирования классов универсальности критического поведения спиновых решеточных моделей в зависимости от концентрации немагнитных примесей.
Автор более 700 научных работ. В работах сформировано новое научное направление в физике конденсированного состояния и разработана единая методика комплексного исследования статических и динамических критических явлений в сложных спиновых решеточных системах на основе данных метода Монте-Карло.
В 1999 году организовал и возглавил лабораторию "Вычислительной физики и физики фазовых переходов" . Под его руководством защищены 9 кандидатских диссертаций. Организовал на базе Института физики им. Х.И. Амирханова ДФИЦ РАН более 20 международных конференций и семинаров  по физике фазовых переходов и критических явлений. 

Научно-организационная деятельность
- член секции «Магнетизм» Научного совета РАН по физике конденсированных сред;
- член Английского физического общества;
- член научно-технического координационного Совета при правительстве РД;
- эксперт РАН, РФФИ, РНФ, ВАК и Минобрнауки РФ;
- председатель ученого совета ДФИЦ РАН, член ученых советов Института физики ДФИЦ РАН, ДГУ и физического факультета ДГУ.

## Награды
- Заслуженный деятель науки Российской Федерации (25 августа 2023 года) — за большой вклад в развитие науки и многолетнюю добросовестную работу [7]
- Почетная грамота Минобрнауки РФ, 2020г.
- Заслуженный деятель науки Республики Дагестан, 2007г.
- Почетная Грамота Госсовета Республики Дагестан, 1999г.
- Лучший доктор наук РАН (Фонд содействия отечественной науке, 2004, 2005, 2006, 2007.
- Благодарственное письмо Президента РФ, 2024г. [8]